# Cnemolioides albovariegatus
Cnemolioides albovariegatus là một loài bọ cánh cứng trong họ Cerambycidae.